# Marokkanische Fußballnationalmannschaft (U-17-Juniorinnen)
Die marokkanische U-17-Fußballnationalmannschaft der Frauen repräsentiert Marokko im internationalen Frauenfußball. Die Nationalmannschaft untersteht der Fédération Royale Marocaine de Football und wird von Patrick Cordoba trainiert.
Die Mannschaft tritt beim U-17-Afrika-Cup und der U-17-Weltmeisterschaft für Marokko an. Den bislang größten Erfolg erreichte das Team mit dem Halbfinal-Sieg beim Afrika-Cup 2022 und der damit verbundenen Qualifikation für die U-17-Weltmeisterschaft 2022, als man sich in der letzten Qualifikationsrunde im Elfmeterschießen gegen Ghana durchsetzen. Es ist die erste WM-Teilnahme der marokkanischen U-17-Auswahl.

## Turnierbilanz

### Weltmeisterschaft
| Jahr   | Gastgeber           | Platzierung        |
| ------ | ------------------- | ------------------ |
| 2008   | Neuseeland          | nicht teilgenommen |
| 2010   | Trinidad und Tobago | nicht teilgenommen |
| 2012   | Aserbaidschan       | nicht teilgenommen |
| 2014   | Costa Rica          | nicht teilgenommen |
| 2016   | Jordanien           | nicht qualifiziert |
| 2018   | Uruguay             | nicht qualifiziert |
| 2021 1 | Indien 1            | – 1                |
| 2022   | Indien              | Vorrunde           |

### Afrika-Cup
| Jahr   | Gastgeber             | Platzierung        |
| ------ | --------------------- | ------------------ |
| 2008   | Hin- und Rückspiele   | nicht teilgenommen |
| 2010   | Hin- und Rückspiele   | nicht teilgenommen |
| 2012   | Hin- und Rückspiele   | nicht teilgenommen |
| 2013   | Hin- und Rückspiele   | zurückgezogen 2    |
| 2016   | Hin- und Rückspiele   | Halbfinale 3       |
| 2018   | Hin- und Rückspiele   | Halbfinale 3       |
| 2020 4 | Hin- und Rückspiele 4 | – 4                |
| 2022   | Hin- und Rückspiele   | Sieger 3           |